# Château de la Ville-Janvier
Le château de la Ville-Janvier est un édifice situé à Cournon en France.

## Localisation
L'édifice est situé sur le territoire de la commune de Cournon, au lieu-dit la Ville Janvier, dans le département du Morbihan en région Bretagne.

## Description
L'ancien château date du XVe siècle, l'édifice actuel date du XVIIe siècle, plan allongé dissymétrique comprenant un corps de logis principal rectangulaire flanqué de trois pavillons rectangulaires. Les deux pavillons faisant saillie sur la façade principale encadrent un petit corps d'entrée de plan carré et une galerie fermée, dont les élévations sont marquées par l'utilisation du pan de bois aux niveaux supérieurs. La façade postérieure, moins rhabillée, offre une élévation plus sobre avec simplement une tour d'escalier circulaire centrale et un pavillon au sud. La maçonnerie utilise des moellons de schiste bleu de La Gacilly jointoyés au mortier de couleur claire avec encadrements de baies, chaînes d'angle harpées et bandeaux horizontaux en pierre de taille de granite. Les communs forment un ensemble cohérent établi au nord du château, autour de deux cours. Édifice à un étage carré et étage de comble, élévation à travées. Toiture à longs pans recouverte d'ardoises, pignon découvert, noue, croupe. Escalier hors-œuvre : escalier tournant.

## Historique
Siège d'une ancienne seigneurie, le site de la Ville Janvier a vu se succéder plusieurs édifices depuis le XVe siècle. Le manoir du XVIIe siècle est restauré et agrandi pour M. Joseph de Gouyon, d'abord sous la direction de l'architecte rennais Arthur Regnault qui réalise des études et des travaux intérieurs de 1888 à 1890, puis, à partir de 1895, par l'architecte angevin Auguste Beignet. Ce dernier restaure également des parties existantes, procède à l'agrandissement du corps de logis et construit les communs et les parties agricoles. L'agrandissement du bâtiment d'origine consiste en la construction d'une aile vers le nord, d'une tour d'escalier à l'ouest, d'un pavillon au sud-est et d'un jardin d'hiver surmonté d'une galerie couverte éclairée par des vitraux à l'est. La distribution intérieure intègre l'ancien édifice. Un nouvel escalier est construit dans la tour circulaire, un escalier de service dans l'aile nord ; l'ancienne cage, fermée, est aménagée en débarras. Le décor remploie des lambris des XVIIe et XVIIIe siècles. Les communs sont entièrement reconstruits à la fin du XIXe siècle (puits daté 1890), en même temps qu'est dessiné le parc paysager. La chapelle ancienne subsiste au sud-ouest du château tandis que la fontaine, à l'ouest, est construite en 1803.
Le château est inscrit à l'inventaire général du patrimoine culturel.